# Dave Alexander
David Michael Alexander (n. 3 iunie, 1947 – d. 10 februarie, 1975, Ann Arbor, SUA) a fost un muzician american, cel mai cunoscut ca basistul original al influentei trupe de protopunk, The Stooges.
A murit la vârsta de 27 de ani, din cauza unui edem pulmonar.